# Římskokatolická farnost Holany
Římskokatolická farnost Holany (něm. Hohlen) je církevní správní jednotka sdružující římské katolíky na území městyse Holany a v jeho okolí. Organizačně spadá do českolipského vikariátu, který je jedním z 10 vikariátů litoměřické diecéze. Centrem farnosti je kostel svaté Máří Magdaleny v Holanech.

## Historie farnosti
První písemná zmínka o holanské duchovní správě je z roku 1352, a první kněz je uváděn v roce 1359. V roce 1753 byla přifařena k Holanům někdejší samostatná farnost v Hostíkovicích. Do roku 1754 spadala farnost pod Jezvé. Po roce 1945 přestala být farnost obsazována knězem, a duchovní správu převzali kněží z Jestřebí, a tak je tomu dodnes.
Farní kostel v Holanech je barokní stavba z 18. století na místě kostela staršího. V interiéru cenná výmalba od Josefa Kramolína, a na kostelní věži jsou dva velké barokní zvony od zvonaře Leonarda Löwa, které byly původně umístěny v kostele Máří Magdalény v Praze na Malé Straně, v sanktusníku věže je zavěšen původní gotický zvon, pocházející ještě z předchozí gotické stavby kostela. Pro svou historickou hodnotu nebyly tyto zvony za světových válek rekvírovány. V sousedství kostela je barokní fara s mansardovou střechou (její budovu dnes využívá Oblastní charita Česká Kamenice pro nácvik znovuzapojování svých klientů do běžného života).
Filiální kostel sv. Barbory v Zahrádkách býval poutním místem ke Čtrnácti svatým pomocníkům. Ve 20. století byl mnohokrát vykraden. Poutní tradice zde dnes již živá není. Pod jeho presbytářem je hrobka zahrádecké větve rodu Kouniců. V samostatné zvonici u kostela jsou dva zvony, pocházející z dílny Richarda Herolda z Chomutova.
Filiální kostelík v Hostíkovicích je gotická venkovská sakrální stavba, dochovaná ve více-méně intaktní podobě. Původně byl zasvěcen sv. Kateřině Alexandrijské, později bylo zasvěcení změněno na Nejsvětější Trojice. V kostelíku se nacházel oltář, popsaný F. A. Heberem coby "skříňka se třemi figurami v basreliéfu" který v roce 1853 odkoupili Kounicové, a odvezli jej pryč. Bohoslužby byly v kostelíku do roku 1975. Později kostelík sloužil jako rekreační objekt (resp. rekreaci sloužila pouze sakristie a podkrovní prostor nad ní) a výstavní prostor. Bohoslužby zde byly obnoveny v roce 2008. První bohoslužba zde byla sloužena v předvečer slavnosti Nejsvětější Trojice v roce 2008. Bohoslužby opětovně ustaly v roce 2013 po autonehodě tehdejšího duchovního správce, a k jejich obnovení již pro nezájem místních obyvatel nedošlo.

### Duchovní správcové vedoucí farnost
Začátek působnosti jmenovaného v duchovní správě farnosti od:
- 1754 proto-par. (1. farář) Carolus Franciscus Katzwendl, † 21. 12. 1767
- 1768 Franciscus Xav. Hain
- 1780 Josef Girzik, † 21. 2. 1800
- 1801 Jac. Hlava, † 9. 4. 1806
- 1806 Josef Hocke, n. 8. 10. 1753 Neostadiens., o. 22. 2. 1777, † 28. 2. 1826
- 1808 Raym. Kriesche, n. 3. 8. 1753 Leipa, o. 14. 6. 1778, † 19. 8.1837
- 1838 par. vacat, admin. Anton. Rosenkranz
- 1839 Anton. Rosenkranz, n. 9. 3. 1795 Leipa, o. 23. 8. 1818, † 23. 11. 1860
- 1861 par. vacat, admin. int. Mich. Patzelt
- 1862 Frieder. Luke, n. 27. 4. 1805 Ronnow, o. 2. 9. 1829, † 8. 12. 1871
- 1873 Guilielm Seyfert, n. 22. 4. 1820 Drum, o. 25. 7. 1844, † 19. 6. 1884
- 1874 Wenc. Beckert, n. 1. 8. 1827 Dobržin, o. 28. 10. 1850, † 18. 7. 1884
- 1884 Adalb. Melzer, n. 8. 9. 1849 Leipa, o. 23. 7. 1870, † 20. 5. 1901
- 1901 Ed. Settmacher, n. 27. 2. 1863 Braunau, o. 16. 5. 1886, † 9. 5. 1937
- 1937 Frid. Leitelt, n. 16. 10. 1898 Heinersdorf, o. 30. 7. 1922
- 1938 par. vacat admin. interc. Adolph. Woletz
- 1. 7. 1942 Adolph. Woletz n. 18. 4. 1912 Körber, o. 28. 6. 1936
- 1. 11. 1951 Antonín Němeček
- 26. 8. 1953 Vojtěch Kulísek
- 1. 2. 1957 Leo Kašný
- 1. 10. 1958 Josef Červenka, admin. exc. z Jestřebí
- 1. 8. 1989 Václav Tschulík
- 1. 7. 1990 Andrej Bakoň
- 2001 – 2013 Josef Rousek, admin. exc. z Jestřebí
- srpen – prosinec 2013 Stanislav Přibyl, CSsR, admin. exc. in materialibus z Litoměřic
  - srpen – prosinec 2013 Josef Rousek, admin. exc. in spiritualibus z Jestřebí
- 2. 1. 2014 Josef Rousek, admin. exc. z Jestřebí, † 9. 10. 2020
- 12. 10. 2020 Rudolf Repka, admin. exc. ze Cvikova; od 1. 8. 2022 admin. exc. in spiritualibus ze Cvikova
  - 1. 8. 2022 Milan Mordačík, trvalý jáhen, admin. exc. in materialibus z Dubé[5]

Kromě kněží stojících v čele farnosti, působili ve farnosti v průběhu její historie i jiní kněží. Většinou pracovali jako farní vikáři, kaplani, katecheté, výpomocní duchovní aj.

### Kněží, rodáci z farnosti
- Alois Josef Hanel, O.Praem., strahovský premonstrát, děkan v Žatci

## Území farnosti
- Borek
- Holany
- Hostíkovice
- Loubí
- Milčany
- Mnichov u Zahrádek
- Oslovice
- Rybnov
- Šváby
- Zahrádky

## Římskokatolické sakrální stavby na území farnosti
| | Fotografie | Stavba                     | Místo                         | Bohoslužby                      | Zeměpisné souřadnice             | Status                      | Číslo kulturní památky           |
| Kostely | Kostely    | Kostely                    | Kostely                       | Kostely                         | Kostely                          | Kostely                     | Kostely                          |
| --- | ---------- | -------------------------- | ----------------------------- | ------------------------------- | -------------------------------- | --------------------------- | -------------------------------- |
| 1. |            | Kostel sv. Máří Magdaleny  | Holany                        | bližší informace o bohoslužbách | 50°37′5″ s. š., 14°29′34″ v. d.  | farní kostel                | 47143/5-2951 (Pk•MIS•Sez•Obr•WD) |
| 2. |            | Kostel Nejsvětější Trojice | Hostíkovice                   | bližší informace o bohoslužbách | 50°37′56″ s. š., 14°28′18″ v. d. | filiální kostel (hřbitovní) | 13995/5-2962 (Pk•MIS•Sez•Obr•WD) |
| 3. |            | Kostel sv. Barbory         | Zahrádky (Mnichov u Zahrádek) | bližší informace o bohoslužbách | 50°37′30″ s. š., 14°31′47″ v. d. | filiální kostel             | 45588/5-3406 (Pk•MIS•Sez•Obr•WD) |
| Kaple |            |                            |                               |                                 |                                  |                             |                                  |
| 4. |            | Kaple Nejsvětější Trojice  | Zahrádky-Borek                | bližší informace o bohoslužbách | 50°37′5″ s. š., 14°31′52″ v. d.  | kaple                       | —                                |
| Některé drobné sakrální stavby a pamětihodnosti lze dohledat zde v databázi Drobné sakrální památky Zaniklé sakrální stavby lze dohledat zde v databázi Poškozené a zničené kostely, kaple a synagogy v České republice |            |                            |                               |                                 |                                  |                             |                                  |

Ve farnosti se mohou nacházet i další drobné sakrální stavby, místa římskokatolického kultu a pamětihodnosti, které neobsahuje tato tabulka.

## Příslušnost k farnímu obvodu
Z důvodu nedostatku kněží byl vytvořen od roku 2001 farní obvod (kolatura) farnosti Jestřebí, jehož součástí byla i farnost Holany, která tak byla spravována excurrendo. Od 12. října 2020 byla farnost spravována excurrendo ze Cvikova a od 1. srpna 2022 je farnost spravována excurrendo in spiritualibus (v duchovních záležitostech) ze Cvikova a excurrendo in materialibus (v materiálních záležitostech) z Dubé. Přehled těchto kolatur je v tabulce farních obvodů českolipského vikariátu.